# Slitu Station
Slitu Station (Slitu stasjon) er en norsk jernbanestation på Østfoldbanens østre linje i Eidsberg. Stationen består af et spor og en perron med en tidligere stationsbygning i træ. Den ligger 131,8 m.o.h., 59,3 km fra Oslo S. Den er stoppested på NSB's linje Rakkestad/Mysen-Skøyen.
Stationen åbnede 24. november 1882 sammen med Indre Østfoldbanen og var bemandet indtil 17. marts 1969, før den blev nedgraderet til trinbræt i 1991. Stationsbygningen blev opført til åbningen i 1882 efter tegninger af Balthazar Lange.